# جامعة دونيتسك الوطنية للاقتصاد والتجارة
جامعة دونيتسك الوطنية للاقتصاد والتجارة مؤسسة تعليم عالي أوكرانية، (بالأوكرانية: Донецький національний університет економіки і торгівлі імені Михайла Туган-Барановського) هي جامعة تقع في دنيبروبتروفسك أوبلاست، أوكرانيا. تأسست هذه الجامعة في سنة 1920